# Costigliole d'Asti
Costigliole d'Asti es una localidad y comune italiana de la provincia de Asti, región de Piamonte, con 5.981 habitantes.

## Evolución demográfica
| Gráfica de evolución demográfica de Costigliole d'Asti entre 1861 y 2001 |
|                                                                          |
| Fuente ISTAT - elaboración gráfica de Wikipedia                          |